# Hautefage-la-Tour
Hautefage-la-Tour est une commune du Sud-Ouest de la France, située dans le département de Lot-et-Garonne (région Nouvelle-Aquitaine).

## Géographie

### Communes limitrophes
Les communes limitrophes sont  Auradou, Cassignas, Frespech, Monbalen, Penne-d'Agenais, Pujols, Saint-Antoine-de-Ficalba et Villeneuve-sur-Lot.
| Pujols                   | Villeneuve-sur-Lot | Penne-d'Agenais |
| Saint-Antoine-de-Ficalba | Hautefage-la-Tour  | Auradou         |
| Monbalen                 | Cassignas          | Frespech        |

### Accès
La commune est desservie par la ligne ferroviaire de Niversac à Agen.

### Hydrographie
Le Ruisseau de Barlet, le Ruisseau de Fontanet, le Ruisseau de Saint-Antoine sont les principaux cours d'eau traversant la commune.

### Climat
Pour des articles plus généraux, voir Climat de la Nouvelle-Aquitaine et Climat de Lot-et-Garonne.
Historiquement, la commune est exposée à un climat océanique aquitain.  
En 2020, Météo-France publie une typologie des climats de la France métropolitaine dans laquelle la commune est exposée à un climat océanique altéré et est dans la région climatique Aquitaine, Gascogne, caractérisée par une pluviométrie abondante au printemps, modérée en automne, un faible ensoleillement au printemps, un été chaud (19,5 °C), des vents faibles, des brouillards fréquents en automne et en hiver et des orages fréquents en été (15 à 20 jours).
Pour la période 1971-2000, la température annuelle moyenne est de 12,6 °C, avec une amplitude thermique annuelle de 15,1 °C. Le cumul annuel moyen de précipitations est de 810 mm, avec 10,7 jours de précipitations en janvier et 6,5 jours en juillet. Pour la période 1991-2020, la température moyenne annuelle observée sur la station météorologique la plus proche, située sur la commune de Laroque-Timbaut à 5 km à vol d'oiseau, est de 14,0 °C et le cumul annuel moyen de précipitations est de 821,7 mm,. Pour l'avenir, les paramètres climatiques de la commune estimés pour 2050 selon différents scénarios d’émission de gaz à effet de serre sont consultables sur un site dédié publié par Météo-France en novembre 2022.

## Urbanisme

### Typologie
Au 1er janvier 2024, Hautefage-la-Tour est catégorisée commune rurale à habitat dispersé, selon la nouvelle grille communale de densité à sept niveaux définie par l'Insee en 2022.
Elle est située hors unité urbaine. Par ailleurs la commune fait partie de l'aire d'attraction de Villeneuve-sur-Lot, dont elle est une commune de la couronne,. Cette aire, qui regroupe 34 communes, est catégorisée dans les aires de 50 000 à moins de 200 000 habitants,.

### Occupation des sols

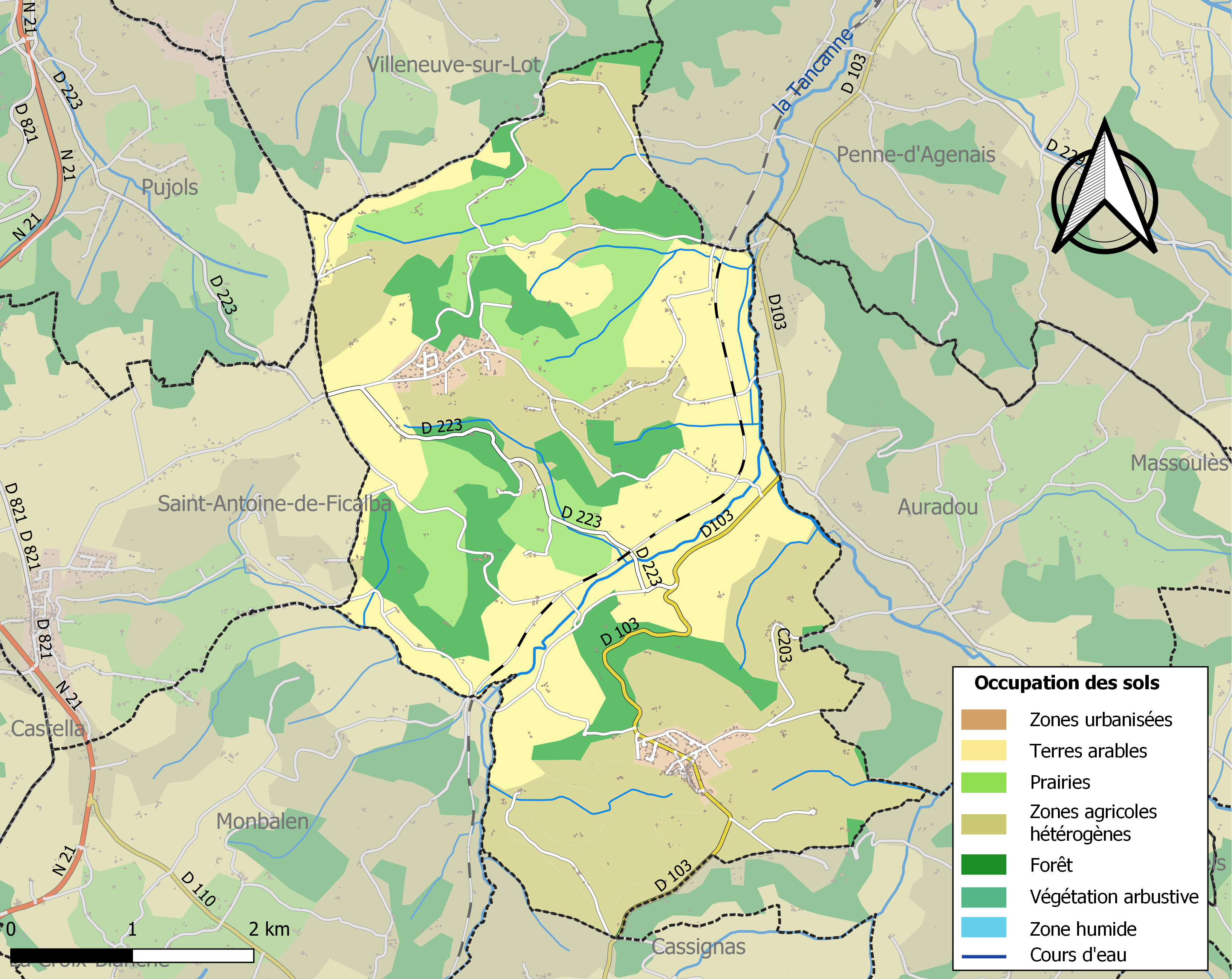
Carte des infrastructures et de l'occupation des sols de la commune en 2018 (CLC).

L'occupation des sols de la commune, telle qu'elle ressort de la base de données européenne d’occupation biophysique des sols Corine Land Cover (CLC), est marquée par l'importance des territoires agricoles (81,2 % en 2018), en diminution par rapport à 1990 (84 %). La répartition détaillée en 2018 est la suivante : 
zones agricoles hétérogènes (36,6 %), terres arables (30,9 %), forêts (16 %), prairies (13,7 %), zones urbanisées (2,8 %). L'évolution de l’occupation des sols de la commune et de ses infrastructures peut être observée sur les différentes représentations cartographiques du territoire : la carte de Cassini (XVIIIe siècle), la carte d'état-major (1820-1866) et les cartes ou photos aériennes de l'IGN pour la période actuelle (1950 à aujourd'hui).

### Risques majeurs
Le territoire de la commune d'Hautefage-la-Tour est vulnérable à différents aléas naturels : météorologiques (tempête, orage, neige, grand froid, canicule ou sécheresse), inondations, mouvements de terrains et séisme (sismicité très faible). Il est également exposé à un risque technologique,  le transport de matières dangereuses. Un site publié par le BRGM permet d'évaluer simplement et rapidement les risques d'un bien localisé soit par son adresse soit par le numéro de sa parcelle.

#### Risques naturels
Certaines parties du territoire communal sont susceptibles d’être affectées par le risque d’inondation par une crue à  débordement lent de cours d'eau, notamment la Tancanne. La commune a été reconnue en état de catastrophe naturelle au titre des dommages causés par les inondations et coulées de boue survenues en 1982, 1993, 1999, 2003, 2007 et 2009,.
Les mouvements de terrains susceptibles de se produire sur la commune sont des affaissements et effondrements liés aux cavités souterraines (hors mines) et des tassements différentiels. Afin de mieux appréhender le risque d’affaissement de terrain, un inventaire national permet de localiser les éventuelles cavités souterraines sur la commune.

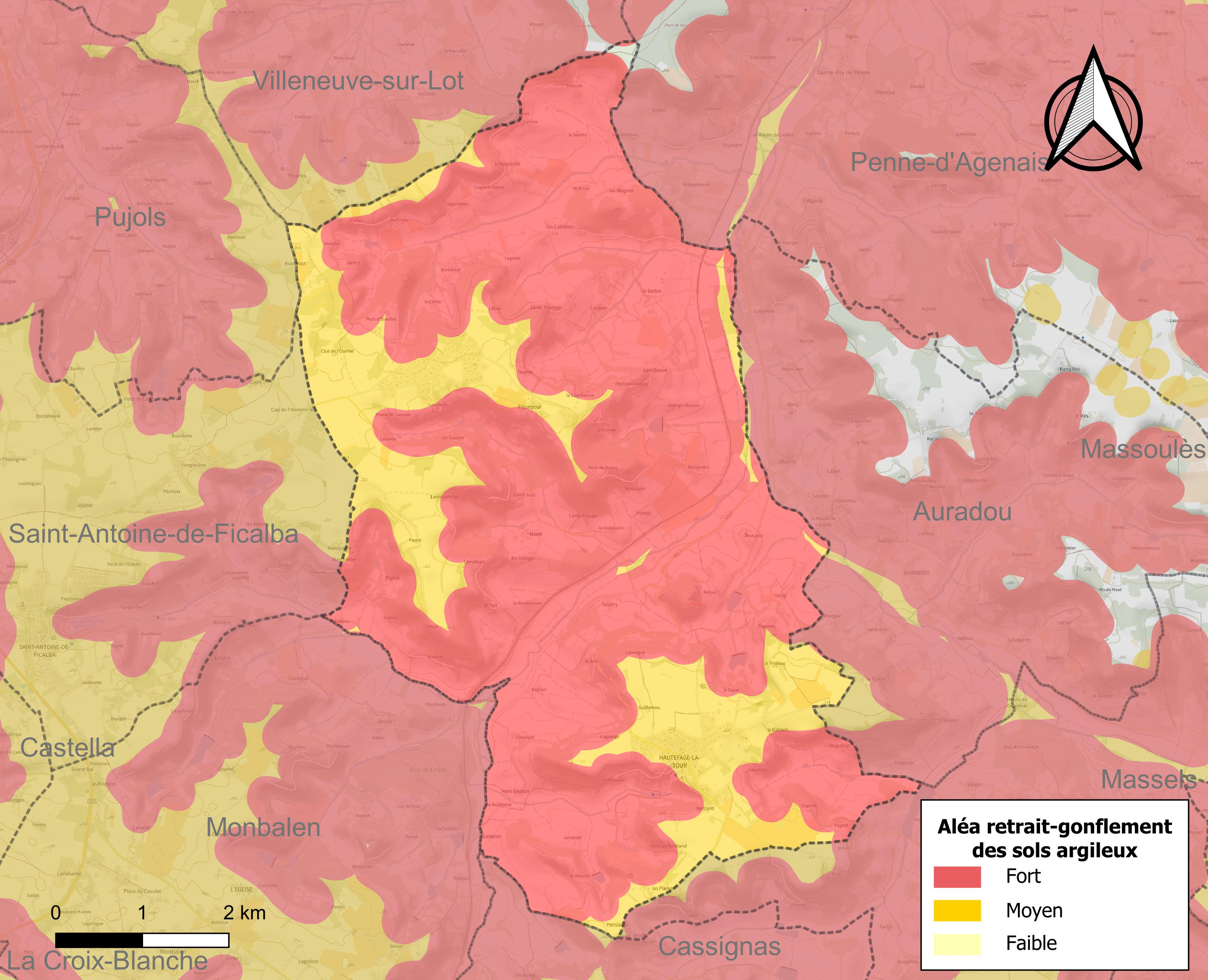
Carte des zones d'aléa retrait-gonflement des sols argileux d'Hautefage-la-Tour.

Le retrait-gonflement des sols argileux est susceptible d'engendrer des dommages importants aux bâtiments en cas d’alternance de périodes de sécheresse et de pluie. 99,9 % de la superficie communale est en aléa moyen ou fort (91,8 % au niveau départemental et 48,5 % au niveau national). Depuis le 1er octobre 2020, en application de la loi ELAN, différentes contraintes s'imposent aux vendeurs, maîtres d'ouvrages ou constructeurs de biens situés dans une zone classée en aléa moyen ou fort,.
Concernant les mouvements de terrains, la commune a été reconnue en état de catastrophe naturelle au titre des dommages causés par la sécheresse en 2003, 2005 et 2011 et par des mouvements de terrain en 1999 et 2013.

## Histoire
Hautefage fut la résidence des évêques d'Agen, les Della Rovere entre 1487 et 1538.
Dès la fin du Moyen-âge, l'église Notre-Dame devint centre de pèlerinage. L'eau de la source qui s'écoule du chœur, traverse l'église et jaillit à l'extérieur ; autrefois, elle passait pour guérir la stérilité. Le village devait son existence à cette fontaine miraculeuse.
Elle a été chef-lieu de canton en 1790 et 1798. Elle prend le nom d'Hautefage-la-Tour en 1919.

## Politique et administration
| Période                                  | Période  | Identité           | Étiquette | Qualité |
| ---------------------------------------- | -------- | ------------------ | --------- | ------- |
| Les données manquantes sont à compléter. |          |                    |           |         |
| mars 1989                                | mai 2020 | Guy Victor         | PCF       |         |
| mai 2020                                 | En cours | Jean-Marie Lafosse | SE        |         |

## Démographie
L'évolution du nombre d'habitants est connue à travers les recensements de la population effectués dans la commune depuis 1793. Pour les communes de moins de 10 000 habitants, une enquête de recensement portant sur toute la population est réalisée tous les cinq ans, les populations de référence des années intermédiaires étant quant à elles estimées par interpolation ou extrapolation. Pour la commune, le premier recensement exhaustif entrant dans le cadre du nouveau dispositif a été réalisé en 2006.

En 2022, la commune comptait 1 028 habitants, en évolution de +5,87 % par rapport à 2016 (Lot-et-Garonne : −0,18 %, France hors Mayotte : +2,11 %).
| 1793  | 1800  | 1806  | 1821  | 1831  | 1836  | 1841  | 1846  | 1851  |
| ----- | ----- | ----- | ----- | ----- | ----- | ----- | ----- | ----- |
| 1 927 | 1 054 | 1 298 | 1 262 | 1 274 | 1 132 | 1 164 | 1 153 | 1 030 |

| 1856  | 1861  | 1866 | 1872 | 1876 | 1881 | 1886 | 1891 | 1896 |
| ----- | ----- | ---- | ---- | ---- | ---- | ---- | ---- | ---- |
| 1 046 | 1 028 | 938  | 881  | 868  | 849  | 799  | 773  | 709  |

| 1901 | 1906 | 1911 | 1921 | 1926 | 1931 | 1936 | 1946 | 1954 |
| ---- | ---- | ---- | ---- | ---- | ---- | ---- | ---- | ---- |
| 715  | 687  | 608  | 559  | 612  | 610  | 620  | 614  | 552  |

| 1962 | 1968 | 1975 | 1982 | 1990 | 1999 | 2006 | 2011 | 2016 |
| ---- | ---- | ---- | ---- | ---- | ---- | ---- | ---- | ---- |
| 523  | 507  | 465  | 520  | 528  | 655  | 752  | 820  | 971  |

| 2021  | 2022  | - | - | - | - | - | - | - |
| ----- | ----- | - | - | - | - | - | - | - |
| 1 022 | 1 028 | - | - | - | - | - | - | - |

## Économie
Frespech possède sur son territoire le siège social de l'entreprise de fabrication d'artifices de divertissement A.T.P.M.

## Lieux et monuments

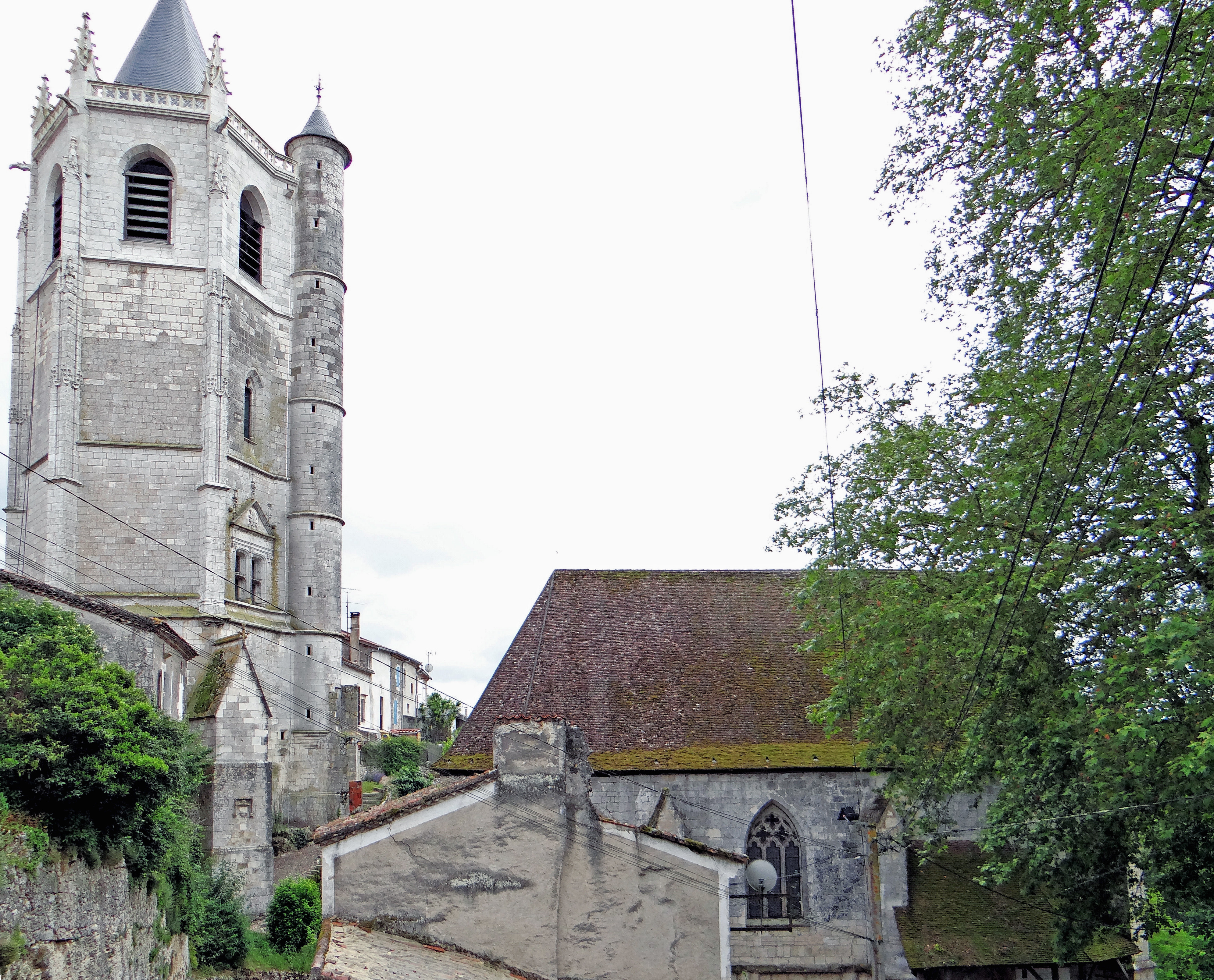
La tour et l'église Notre-Dame.

- Tour d'Hautefage, aussi appelée Château épiscopal, du XIVe siècle dont le dernier niveau contenait un château d'eau. La tour a été construite par des évêques d'Agen italiens, Leonardo della Rovere et Antonio della Rovere. La tour a été conçue pour servir de résidence aux évêques d'Agen. La construction n'a probablement pas été terminée. Dès le XVIIe siècle, la tour a servi de clocher à l'église Notre-Dame située en contrebas. Dans la seconde moitié du XIXe siècle, elle est considérée comme semi-ruinée. Des travaux de restauration sont entrepris à partir de 1888 en lui donnant la forme actuelle avec une balustrade, les contreforts d'angle surmontés de pinacle et la couverture conique en ardoise. La tour est transformée en château d'eau en 1957 en plaçant un réservoir en béton armé au troisième étage. Le réservoir est abandonné dès 1974. Des chutes de pierres en 2007 entraînent des travaux de restauration. La couverture a été refaite. Le réservoir d'eau a été cassé en 2013 et un plancher a été reconstitué. Les cloches ont été replacées au troisième étage. Les planchers doivent être réaménagés en même temps que les différents niveaux de la tour. La tour a été classée Monument historique en mai 1883[27].
- Église Notre-Dame, située en contrebas de la tour. L'église et la partie du presbytère intégrée dans l'église ont été classées monuments historiques en 1921, puis le reste du presbytère a été inscrit à l'inventaire supplémentaire des monuments historiques en 1994[28].
- Église Saint-Thomas, au lieu-dit Saint-Thomas, inscrite à l'inventaire supplémentaire  des monuments historiques en 1996[29].
- Église Saint-Just, au hameau de Saint-Just, inscrite à l'inventaire supplémentaire  des monuments historiques en 1996[30].
- Église Saint-Jean de Bonneval[31],[32]. Elle est inscrite à l'Inventaire général du patrimoine culturel[31].
- Château de Lamassas[33] :  édifié au XVIIIe siècle par la famille Lacuée, c'est le lieu de naissance de Jean-Girard Lacuée, comte de Cessac. Une arcade cintrée ouvre sur un vaste espace donnant accès au château et à ses dépendances. Les constructions sont en pierre de taille et moellon calcaire. Les dépendances comprennent un pigeonnier à toit en pavillon couvert de tuile plate et une voûte en berceau en partie basse. Un perron forgé garni de volutes, feuilles et monogrammes (deux L entrelacés) donne accès à la maison. La couverture en tuile canal se termine par une génoise à deux rangées.

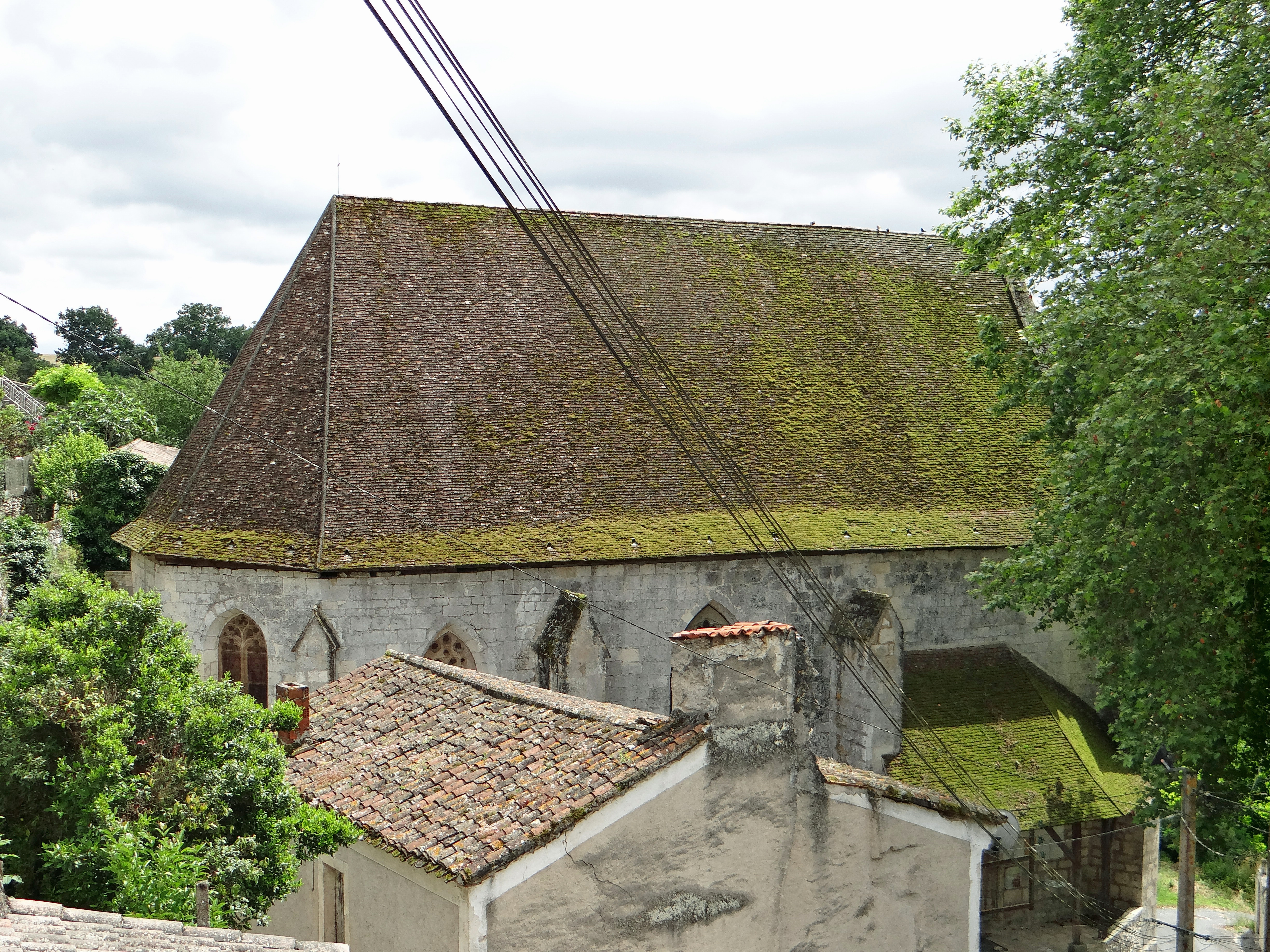
Église Notre-Dame à Hautefage-la-Tour
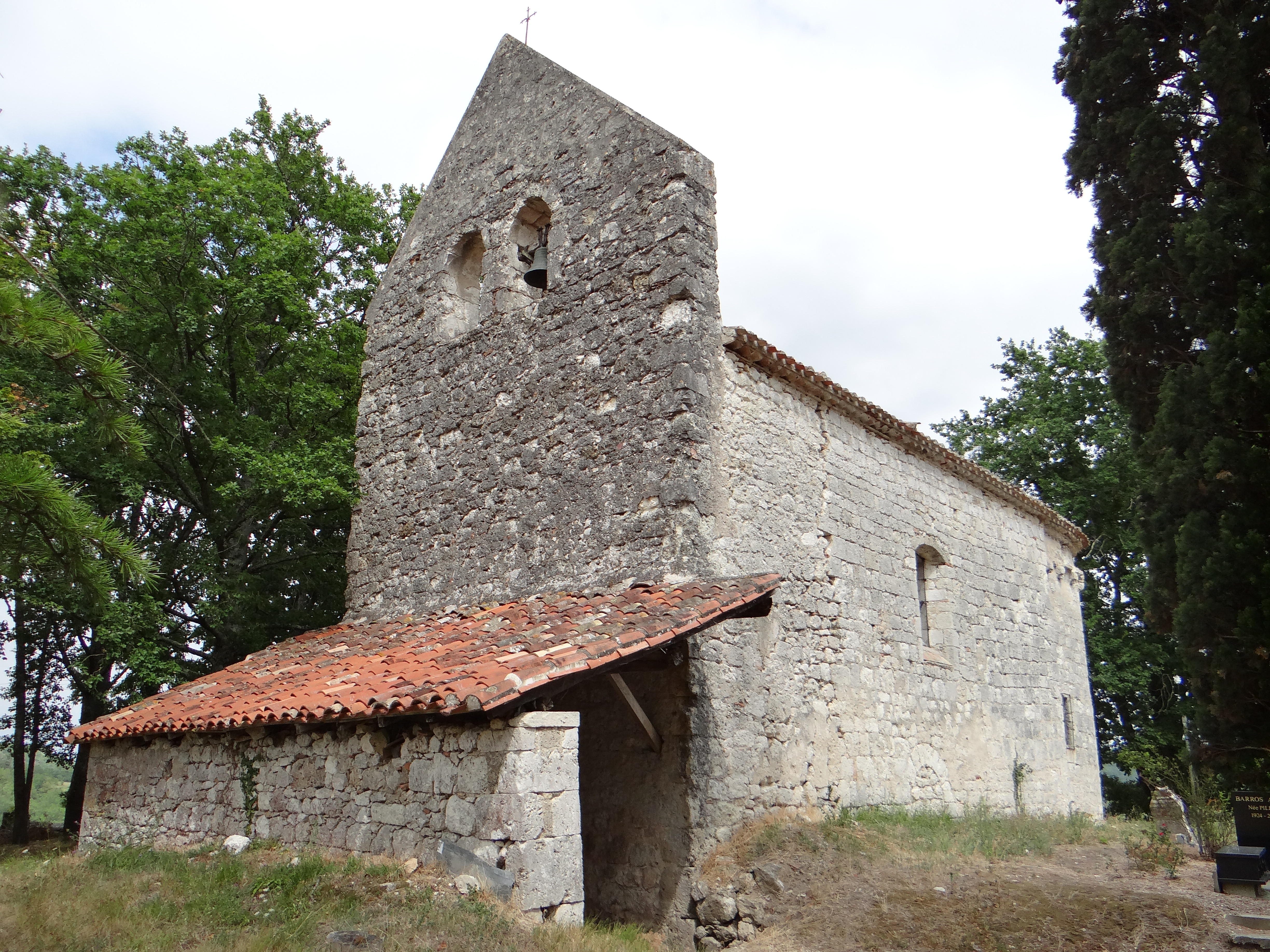
Église Saint-Thomas au lieu-dit Saint-Thomas
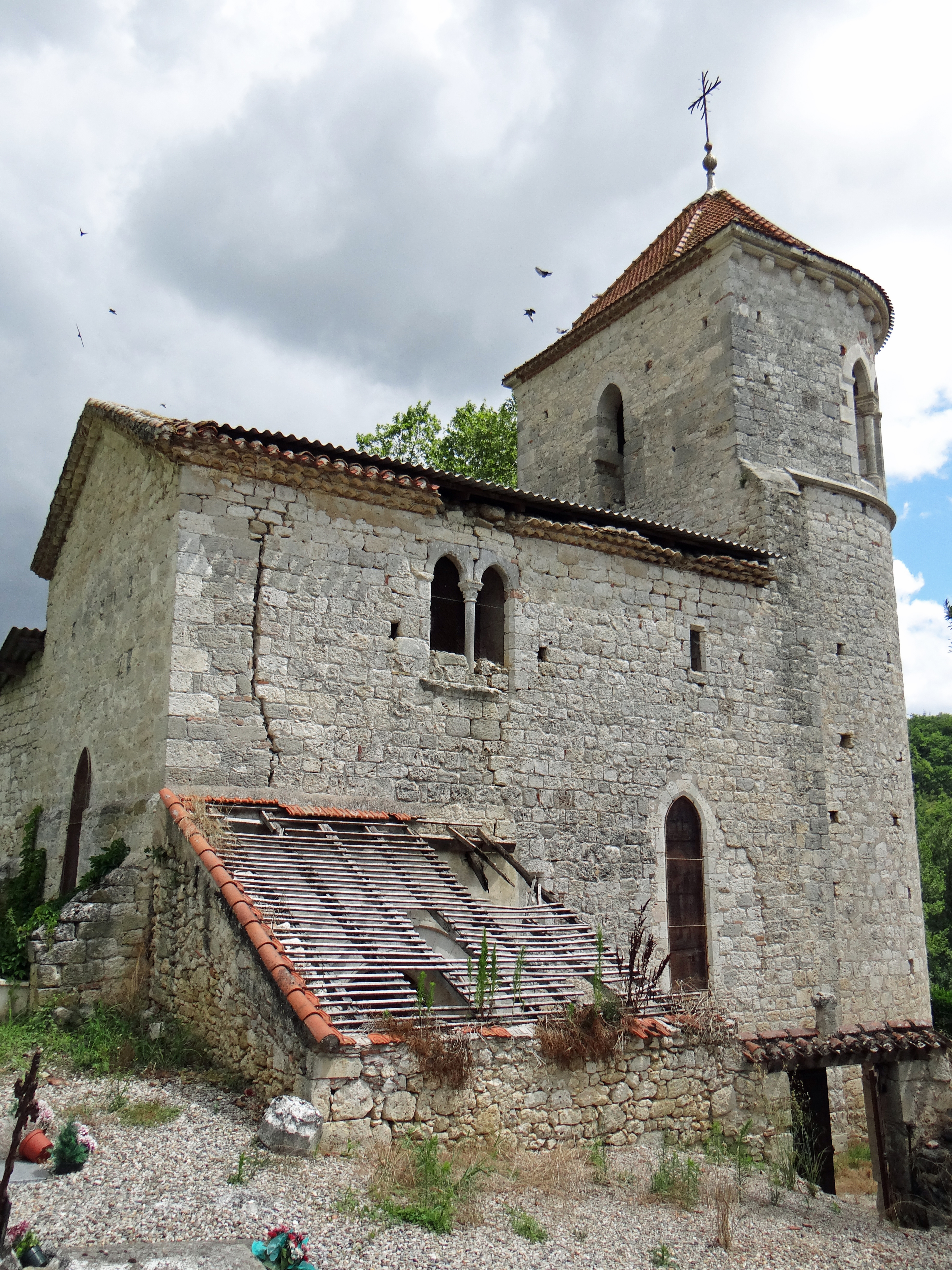
Église Saint-Just au hameau Saint-Just
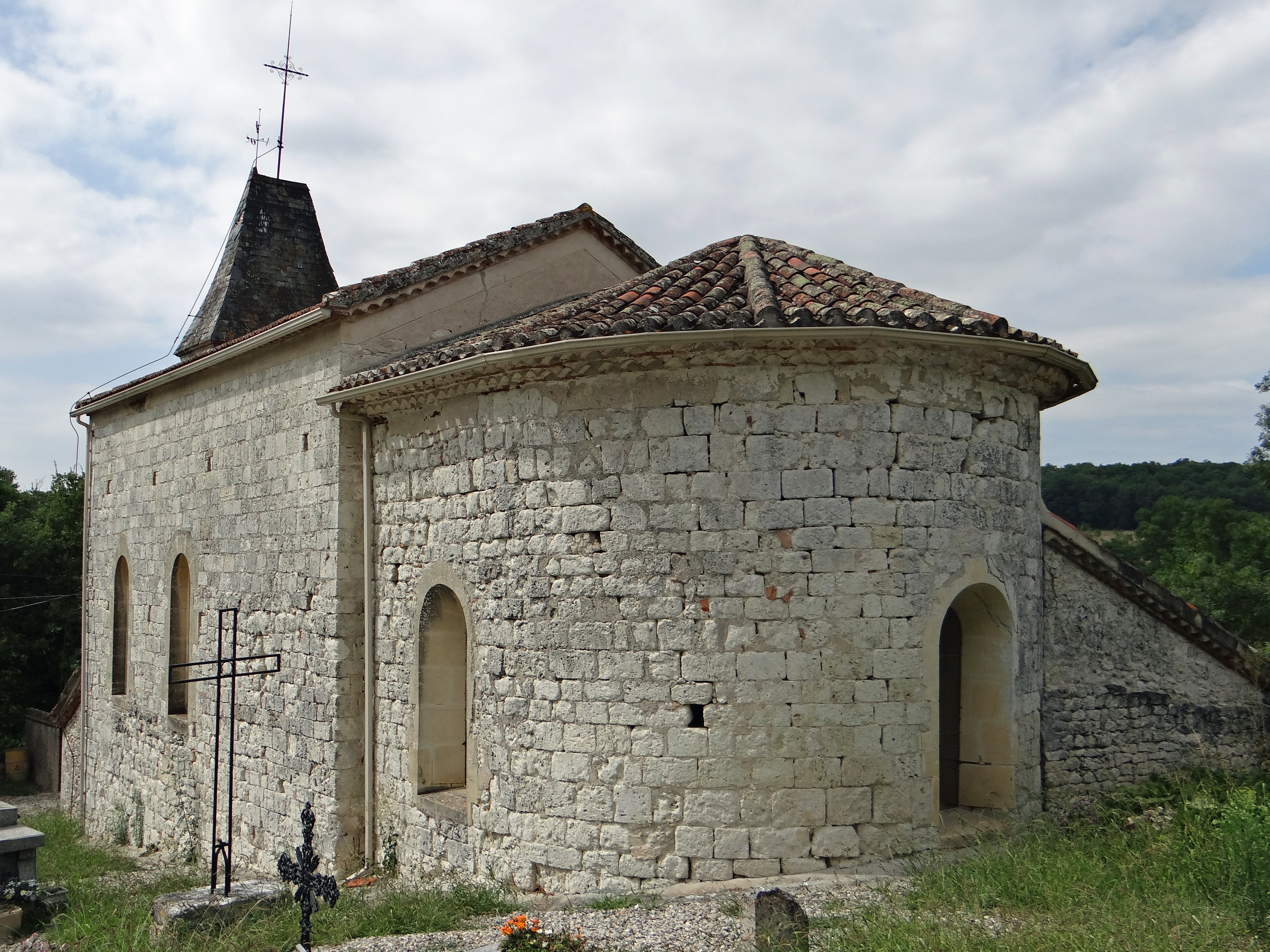
Église Saint-Jean de Bonneval

## Personnalités liées à la commune
- François de Cortète, dit Cortète de Prades (1586-1667), auteur et poète occitan.
- Jean-Girard Lacuée, comte de Cessac, né au château de Lamassas près de Hautefage-la-Tour dans l'arrondissement d'Agen (Lot-et-Garonne) le 4 novembre 1752 et mort à Paris le 18 juin 1841, est un homme militaire et homme politique français, ministre de la Guerre sous Napoléon et pair de France.
- Roger Cazy (1898-1970), militant d'extrême droite, est mort à Hautefage-la-Tour.
- André Bayssière, coureur cycliste.
- Marceau Esquieu, auteur occitan.